# Kość nosowa

Kość nosowa człowieka zaznaczona na zielono

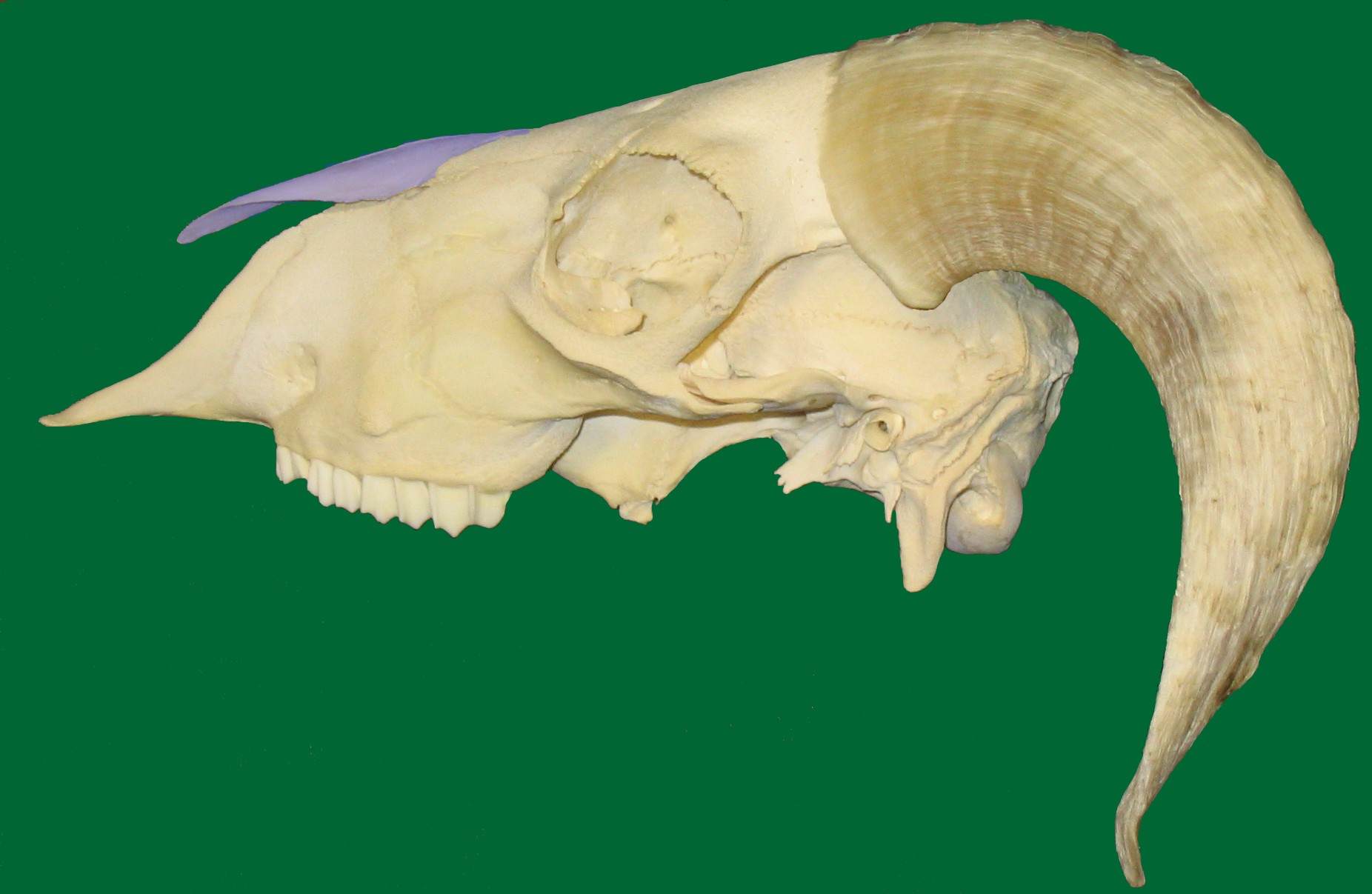
Kość nosowa owcy zaznaczona na liliowo

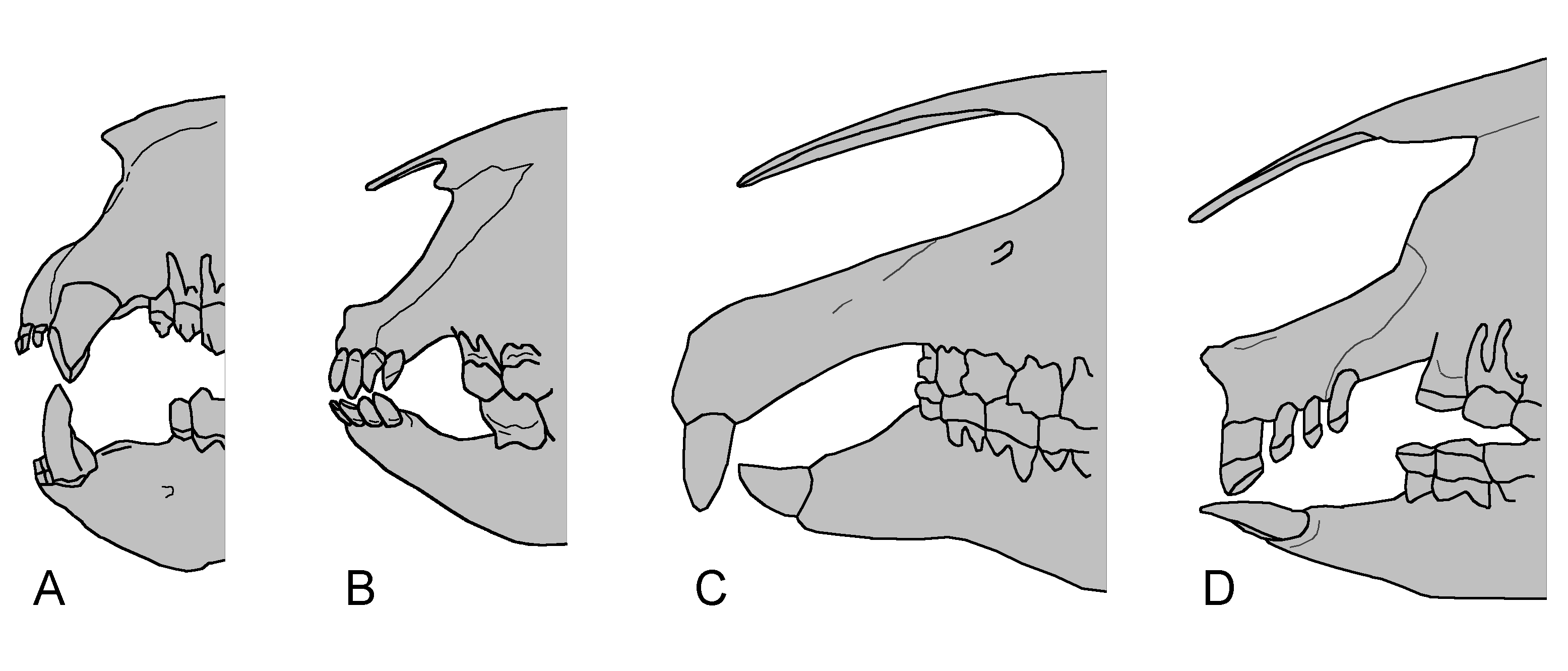
Porównanie rostralnych fragmentów czaszek Rhinocerotoidea: Metamynodon (Amynodontidae), Paraceratherium (Hyracodontidae) i Trigonias (nosorożcowate). Kość nosowa na górze

Kość nosowa (łac. os nasale) – parzysta kość należąca do trzewioczaszki. Tworzy górną część jamy nosowej. Leży przed kością czołową, z którą kontaktuje się od tyłu.
Można wyróżnić powierzchnię zewnętrzną i wewnętrzną kości nosowej. Pierwsza z wymienionych przyjmuje kształt wypukły; wewnętrzna powierzchnia tej kości jest wklęsła. Na niej leży z kolei grzebień sitowy (crista ethmoidalis). Wiąże się z nim małżowina nosowa dogrzbietowa.
Krawędź przyśrodkowa kości nosowej łączy się z jednoimienną krawędzią drugiej kości nosowej. Przebiega ona gładko. Obie krawędzie łączą się razem w szew międzynosowy (sutura internasalis). Pewna odrębność występuje u drapieżnych. Występuje u nich wyrostek przegrodowy (processus septalis), powstały z zawinięcia się krawędzi przyśrodkowej ku jamie nosowej. Na parzystych wyrostkach przegrodowych przyczepia się chrząstka przegrody nosa (cartilago septi nasi).
Krawędź boczna łączy się z innymi kośćmi. Może to być kość czołowa. Sytuacja taka spotykana jest u przeżuwaczy. Może też tam być kość łzowa, jak to ma miejsce u przeżuwaczy oraz konia. Może też występować połączenie ze szczęką i kością siekaczową. U przeżuwaczy zamiast bezpośredniego połączenia pomiędzy boczną krawędzią kości nosowej i leżącą bocznie od niej kością występuje przestrzeń, zazwyczaj niewielka, szczelinowatego kształtu, dobrze rozwinięta u jeleniowatych.
U rostralnego końca kości nosowej znajduje się ostry wierzchołek. Jego położenie zależy od taksonu. Przyśrodkowo można go znaleźć u owcy, świni, konia, u bydła i często u kozy występuje on podwójnie, podczas gdy bocznie leży on u drapieżnych. Między przednim końcem kości nosowej a kością siekaczową leży wcięcie nosowo-siekaczowe (incisura nasoincisiva), jednak u drapieżnych nie jest ono dobrze zaznaczone.